# Acanthostelma
Genre
Acanthostelma est un genre de plantes à fleurs de la famille des Acanthacées.
Selon Plants of the World Online, c'est un synonyme de Crabbea.

## Espèces
Ce genre (monotypique) ne comporte qu'une seule espèce :
- Acanthostelma thymifolium